# Karolína Erbanová
Karolína Erbanová (* 27. října 1992 Vrchlabí) je česká lední hokejistka, florbalistka a bývalá rychlobruslařka. Působí ve finském hokejovém klubu HPK Kiekkonaiset. Jako rychlobruslařka se specializovala na sprinterské tratě. Je bronzovou medailistkou ze Zimních olympijských her 2018, dvojnásobnou bronzovou medailistkou z mistrovství světa, mistryní Evropy, několikanásobnou juniorskou mistryní světa a držitelkou jednoho juniorského světového rekordu. Rychlobruslařskou kariéru ukončila v roce 2018 a poté začala hrát florbal a lední hokej.

## Sportovní kariéra

### Začátky
Pochází z Vrchlabí v Krkonoších. Již od čtyř let lyžovala ve Ski areálu Špindlerův Mlýn a od 10 let hrála závodně s chlapci lední hokej za Vrchlabí. Rychlobruslení se začala věnovat v roce 2006, kdy ji její hokejový trenér doporučil Petru Novákovi. Studovala na gymnáziu ve Vrchlabí, které ji umožnilo zároveň studium i potřebnou přípravu na závody. V roce 2012 studovala na Sportovním gymnáziu v Jilemnici.

### 2008/2009
V říjnu 2008 se v německém Inzellu úspěšně kvalifikovala na světový pohár v rychlobruslení 2008/2009. V závodě světového poháru v Berlíně skončila spolu s Martinou Sáblíkovou a Andreou Jirků ve stíhacím závodě družstev na šestém místě s časem 3:07,51 min. Jako členka tříčlenného družstva (společně se Sáblíkovou a Jirků) dosáhla vítězství v celkovém pořadí světového poháru ve stíhacím závodě v sezóně 2008/2009. Tým si výhru zajistil 1. místem v závodě v Erfurtu díky národnímu rekordu 3:05,32 minut. Díky tomu rovněž mohly dívky startovat na mistrovství světa 2009, kde české družstvo skončilo sedmé.

### 2009/2010
V rámci mistrovství Evropy ve víceboji zvítězila dne 9. ledna 2010 na trati 500 m, přičemž celý čtyřboj dokončila na devátém místě (poprvé v životě jela pětikilometrovou trať). Jako sedmnáctiletá se poprvé v roce 2010 účastnila zimních olympijských her. Na trati 500 m dojela na 23. místě, na trojnásobné vzdálenosti skončila 25., ačkoliv zde měla mít největší šance na dobré umístění. Nejlépe zajela kilometrovou trať, zde obsadila 12. příčku. Na mistrovství světa juniorů 2010 získala celkem tři bronzové medaile: dvě z jednotlivých tratí (1000 a 1500 m) a jednu z celkového umístění ve víceboji.

### 2010/2011
Na otevřené dráze v italském Klobensteinu v lednu 2011 skončila na mistrovství Evropy na 10. místě, obhájila však v rámci víceboje první místo v závodě na 500 m. Podobné umístění si zopakovala i na mistrovství světa ve víceboji 2011 v Calgary, kde se na trati 500 m umístila na druhém místě (časem 38,22 s vylepšila český rekord) a celkově skončila patnáctá. Na juniorském světovém šampionátu 2011 jako první česká rychlobruslařka zvítězila ve víceboji, kromě toho vybojovala i zlaté medaile na tratích 500 m, 1000 m a 1500 m. Na poslední akci sezóny 2010/2011, seniorském mistrovství světa na jednotlivých tratích v Inzellu, se umístila na trati 1000 m na 17. místě a v závodě na 500 m na 11. příčce.

### 2011/2012
Na prvním mítinku Světového poháru sezóny 2011/2012 v Čeljabinsku dojela ve dvou závodech na 500 m v divizi B čtvrtá a první, čímž se kvalifikovala na další mítink do divize A. Totéž se jí podařilo na dráze 1000 m, kde se umístila v divizi B na druhém místě. V Astaně, kde se konal následující mítink, dosáhla tří umístění v první desítce. V závodech na 500 m se umístila na devátém a desátém místě, na kilometrové trati dojela jako šestá s odstupem 27 setin sekundy za druhou Thijsje Oenemaovou. Na posledním mítinku SP v roce 2011 v Heerenveenu potvrdila v divizi A své předchozí výsledky, když v závodech na 500 m skončila čtrnáctá a šestá, na dvojnásobné trati se umístila čtvrtá, přičemž na třetí příčku jí scházely čtyři setiny sekundy. První mezinárodní akcí v roce 2012 bylo mistrovství Evropy v Budapešti, kde se na otevřené dráze umístila na celkovém 15. místě. Stejně jako v předchozích dvou letech ale vyhrála úvodní sprinterskou trať 500 m. Na konci ledna 2012 se jako první Češka zúčastnila Mistrovství světa ve sprintu, kde dojela na celkovém 17. místě. Ve třech ze čtyř závodů překonala vlastní české rekordy (dvakrát na 500 m a jednou na 1000 m) a celkovým součtem 152,470 bodů vytvořila nový juniorský světový rekord ve sprinterském čtyřboji.
Na začátku března 2012 se zúčastnila svého posledního juniorského světového šampionátu, který se konal v Obihiru. Z předchozího ročníku se jí podařilo obhájit zlaté medaile v závodech na 500 a 1500 m, na trati 1000 m a ve víceboji získala medaile stříbrné. Sezónu Světového poháru zakončila na finálovém mítinku v Berlíně 13. a 20. místem v závodech na 500 m. V celkovém hodnocení se na trati 500 m umístila na 17. místě a na distanci na 18. příčce. Na poslední akci sezóny, Mistrovství světa na jednotlivých tratích 2012 v Heerenveenu, závodila na tratích 500, 1000 a 1500 m. Na dvou delších distancích se umístila v polovině druhé desítky, v závodě na 500 m dojela jako osmá, přičemž po první jízdě byla na páté příčce, pouze tři setiny sekundy za třetím místem.

### 2012/2013
Do Světového poháru 2012/2013 vstoupila v nizozemském Heerenveenu dvěma desátými místy na trati 500 m, na kilometrové trati obsadila sedmé místo. Na mítinku v ruské Kolomně startovala na trati 1500 m v divizi B, kde obsadila druhé místo a zajistila si tak pro další závod Světového poháru na této trati start v divizi A. V kazašské Astaně obsadila na trati 1500 m v divizi A sedmé místo, přičemž poprvé na této distanci porazila i svoji slavnější kolegyni Martinu Sáblíkovou, která skončila o jednu příčku níže. Na Světovém poháru v japonském Naganu obsadila sedmé a deváté místo na trati 500 m a šesté a sedmé místo na kilometru. O týden později se na závodech v čínském Charbinu dočkala svého prvního vítězství, když na trati 1000 m vyhrála o 0,04 s před Číňankou Čang Chung. Další den startovala na stejné trati v závěrečné jízdě právě s Čang, která ji předstihla o tisícinu sekundy, tedy nejtěsnějším možným rozdílem. Díky absenci největších favoritek (Richardsonová, Nesbittová, van Beeková), které tyto dva závody vynechaly, se na kilometrové trati ujala průběžného vedení v celkovém hodnocení Světového poháru. Na distanci 500 m vybojovala v Charbinu desáté a dvanácté místo.
Tradičně se zúčastnila také první mezinárodní akce nového roku. Na Mistrovství Evropy 2013 v Heerenveenu zvítězila v úvodním závodě na 500 m, celkově skončila ve víceboji na 12. místě, čímž se kvalifikovala na světový vícebojařský šampionát. Na sprinterském mítinku Světového poháru v Calgary se třikrát umístila v první desítce a třikrát vylepšila vlastní české rekordy: na 500 m dojela jako čtrnáctá a desátá (rekord 37,88 s), kilometr dokončila na desátém (rekord 1:15,10 min) a čtvrtém (rekord 1:14,25 min) místě a v průběžném pořadí na 1000 m klesla na druhou příčku. Z Kanady se s koučem Petrem Novákem mladším přesunula do amerického Salt Lake City, kde se o týden později konalo Mistrovství světa ve sprintu. První závodní den v jízdě s Heather Richardsonovou pokořila svůj český rekord na kilometru (nově 1:13,84 min), na této trati dojela jako čtvrtá. Následujícího dne vylepšila český rekord na poloviční trati (nově 37,67 s) a v celkovém hodnocení sprinterského čtyřboje se pohybovala na hranici první a druhé desítky. V závěrečném závodě na 1000 m ale byla diskvalifikovaná kvůli blokování soupeřky při střídání drah, takže celkově obsadila 24. příčku.
Kvůli předchozímu náročnému programu odhlásil trenér Novák Karolínu Erbanovou s více než týdenním předstihem ze světového vícebojařského šampionátu v Hamaru, nestartovala ani druhý únorový víkend na vytrvaleckém mítinku Světového poháru v Inzellu, kde mohla nastoupit na patnáctistovce. Po odpočinku absolvovala na začátku března mítink SP v Erfurtu, v závodech na 500 m skončila na 12. a po technické chybě na 19. místě, na kilometru udržela osmým místem celkovou druhou příčku a kvůli únavě nezvládla dobře 1500 m, když zajela až předposlední 19. čas. O týden později se konalo Finále Světového poháru v Heerenveenu, kde chtěla především udržet medailovou pozici na kilometru. O 72 bodů byla druhá za Richardsonovou, naopak měla náskok 39 bodů na třetí Boweovou a 55 bodů na čtvrtou Fatkulinovou. V poslední jízdě startovala právě s Richardsonovou, rozjížďku sice Erbanová vyhrála, ale jejich časy nebyly tak rychlé, jako časy některých soupeřek. Američanka celkové vítězství v závodech na 1000 m i tak uhájila, před Češku (v závodě osmá) se ale díky lepšímu výkonu dostala Boweová. I tak bylo třetí místo Erbanové v celkovém pořadí SP dosud jejím největším úspěchem mezi dospělými. Kromě toho v Nizozemsku startovala již pouze na pětistovce (14. a 17. příčka, celkově v SP na 13. místě), v konečném pořadí SP na 1500 m byla díky předchozím závodům dvacátá třetí. V celkovém hodnocení Grand World Cupu sezóny 2012/2013 se s 12 body umístila na děleném 30. místě.
Poslední akcí sezóny je tradičně Mistrovství světa na jednotlivých tratích, kam se v roce 2013 kvalifikovala na všech třech svých tratích 500, 1000 a 1500 m. V prvním závodě na 1500 m dosáhla téměř shodného času jako její soupeřka v rozjížďce, o jejím průběžném prvním místě rozhodly až tisíciny sekundy. Erbanová poměrně dlouho průběžné pořadí vedla, nakonec ji dokázaly předstihnout pouze největší favoritky této distance, takže skončila na šestém místě, necelou sekundu za bronzem. Na kilometru startovala následující den v předposlední jízdě s vítězkou Světového poháru Richardsonovou, kterou rovněž předstihla v těsném finiši. V té době se nacházela na průběžném třetím místě, obě soupeřky z poslední rozjížďky však zajely rychlejší časy, čímž ji odsunuly na konečnou pátou příčku, která však byla pro českou rychlobruslařku nejlepším dosavadním výsledkem na seniorských světových šampionátech. V první jízdě závodu na 500 m těsně prohrála s Čang Chung, s níž startovala v rozjížďce, díky zlepšenému výkonu ve druhém kole se nakonec dokázala dostat z třináctého na celkové 10. místo.

### 2013/2014
Ročník 2013/2014 nezahájila příliš úspěšně, v závodech Světového poháru na 500 m se na podzim 2013 propadla z elitní skupiny do divize B, do konce roku si však vybojovala postup zpět. Na distanci 1000 m se postupně zlepšovala z druhé desítky až po sedmou příčku v Astaně a na trati 1500 m se dokázala probojovat z divize B, kde sezónu začínala, mezi nejlepší dvacítku. Evropský šampionát 2014 dokončila na 16. místě, čímž ji o dvě příčky unikla kvalifikace na Mistrovství světa ve víceboji. Na Zimních olympijských hrách v Soči si zlepšila svá olympijská maxima, dvakrát se umístila na 10. místě (500 m, 1000 m) a jednou byla třináctá (1500 m). Svých nejlepších výsledků v této sezóně dosáhla na poolympijských mítincích Světového poháru, když skončila pětkrát v první desítce, z čehož v závodě na 1000 m v Inzellu dobruslila na páté příčce. V celkovém pořadí SP na trati 1000 m skončila sedmá.
Po ukončení sezóny oznámila v květnu 2014 přestup z Novákova Novis Teamu do nizozemského Teamu Continu, kde měla mít lepší podmínky pro sprinterské závody.

### 2017/2018
V únoru 2018 se potřetí zúčastnila zimních olympijských her. Na ZOH 2018 v Pchjongčchangu nejprve startovala na kilometru, na kterém díky svému nejlepšímu času na nížinné dráze 1:14,95 obsadila sedmou příčku. V následném závodě na 500 m, který se poprvé od ZOH 1994 jel formou jediné jízdy, získala s časem 37,34 (rovněž svým nejlepším na nízko položených drahách) bronzovou medaili, přičemž druhá Jihokorejka I Sang-hwa ji předstihla o jednu setinu.

### Ukončení rychlobruslařské kariéry
Po olympijské sezóně se rozhodla odejít z Nizozemska a začala se v létě 2018 připravovat s polskou sprinterskou reprezentací. Dne 27. srpna 2018 však oznámila ukončení své rychlobruslařské kariéry s odkazem na údajné nevhodné chování a metody reprezentačního trenéra Petra Nováka. Novák uvedl, že si není ničeho vědom.

## Další činnost
Na přelomu srpna a září 2018 Erbanová zvažovala své působení v jiném sportu. Vyjednávala s Duklou Brno o svém přesunu k dráhové cyklistice s tím, že svalová koordinace tohoto sportu je obdobná rychlobruslení, nakonec ale tuto možnost odmítla. Dne 28. září 2018 se zúčastnila florbalového extraligového utkání v dresu Jičína, ve 35. minutě ovšem kvůli zranění kolene odstoupila a léčba trvala až do května 2019. Během školního roku 2018/2019 asistovala v hodinách tělesné výchovy ve vrchlabské základní škole na náměstí Míru a v srpnu 2019 se stala členkou trenérského týmu hokejového klubu HC Stadion Vrchlabí, kde se začala věnovat výuce bruslení napříč dětskými a mládežnickými kategoriemi. Od podzimu 2019 pravidelně hrála za jičínský florbalový B tým ve 2. lize, kde v prvních pěti zápasech vstřelila 17 gólů a byla tak nejproduktivnější střelkyní družstva. Za A tým Jičína působila do jara 2021 též v extralize.
Od podzimu 2019 rovněž hrála jako hokejová útočnice za tým HC Manki Jičín, kterému v sezóně 2019/2020 výrazně pomohla k postupu do 1. ligy. Roku 2021 přestoupila do švédského klubu Almtuna IS z Uppsaly a začala působit ve druhé nejvyšší švédské soutěži, v červnu 2022 podepsala smlouvu s finským klubem HPK Kiekkonaiset z Hämeenlinny, hrajícím nejvyšší finskou ligu.
V listopadu 2021 absolvovala svoji premiéru v české reprezentaci a zúčastnila se kvalifikačního turnaje na Zimní olympijské hry 2022, na samotné ZOH však nominována nebyla. V srpnu a září 2022 se zúčastnila svého prvního velkého hokejového turnaje, přičemž na světovém šampionátu 2022 v Dánsku vybojovala s českým týmem premiérové bronzové medaile.

## Ocenění
Na konci roku 2011 byla v české novinářské anketě Sportovec roku oceněna jako Junior roku. Vítězství v této této kategorii obhájila v roce 2012.

## Osobní život
Na podzim 2019 studovala druhým rokem obor Sportovní a kondiční specialista na soukromé Vysoké škole tělesné výchovy a sportu Palestra v Praze.

## Osobní rekordy
| Trať                | Čas (body) | Datum               | Místo          | Zdroj  |
| ------------------- | ---------- | ------------------- | -------------- | ------ |
| 100 m               | 10,621     | 15. března 2016     | Leeuwarden     | [ 92 ] |
| 500 m               | 37,061     | 25. února 2017      | Calgary        | [ 92 ] |
| 1000 m              | 1:13,531   | 25. února 2017      | Calgary        | [ 92 ] |
| 1500 m              | 1:55,35    | 16. listopadu 2013  | Salt Lake City | [ 92 ] |
| 3000 m              | 4:17,73    | 12. února 2011      | Calgary        | [ 92 ] |
| 5000 m              | 7:36,65    | 10. ledna 2010      | Hamar          | [ 92 ] |
| stíhací závod       | 3:05,32    | 1. února 2009       | Erfurt         | [ 92 ] |
| sprinterský čtyřboj | 147,9701   | 25.–26. února 2017  | Calgary        | [ 92 ] |
| miničtyřboj         | 162,554    | 12.–14. března 2010 | Moskva         | [ 92 ] |
| malý čtyřboj        | 168,542    | 9.–10. ledna 2010   | Hamar          | [ 92 ] |

1 český rekord

## Umístění
| Sezóna  | ME                 | MS víceboj | MS sprint        | MS jednotlivé tratě            | Světový pohár                                                   | Olympijské hry                                | MS juniorů                                         |
| ------- | ------------------ | ---------- | ---------------- | ------------------------------ | --------------------------------------------------------------- | --------------------------------------------- | -------------------------------------------------- |
| 2008/09 | 18. víceboj        | —          | —                | 21. 1500 m 7. stíh. závod      | 63. 1000 m · 36. 1500 m · 49. 3000/5000 m · stíh. závod         |                                               | 4. 1000 m 4. 1500 m DSQ 3000 m 16. víceboj         |
| 2009/10 | 9. víceboj         | 17.        | —                |                                | 53. 500 m 45. 1000 m 22. 1500 m 47. 3000/5000 m 11. stíh. závod | 23. 500 m 12. 1000 m 25. 1500 m               | DNF 500 m · 1000 m · 1500 m · 17. 3000 m · víceboj |
| 2010/11 | 10. víceboj        | 15.        | —                | 11. 500 m 17. 1000 m           | 26. 500 m 36. 1000 m 33. 1500 m 55. 3000/5000 m                 |                                               | 500 m · 1000 m · 1500 m · 11. 3000 m · víceboj     |
| 2011/12 | 15. víceboj        | —          | 17.              | 8. 500 m 15. 1000 m 14. 1500 m | 17. 500 m 18. 1000 m 37. 1500 m 48. 3000/5000 m 32. GWC         | 500 m · 1000 m · 1500 m · 9. 3000 m · víceboj |                                                    |
| 2012/13 | 12. víceboj        | —          | 24.              | 10. 500 m 5. 1000 m 6. 1500 m  | 13. 500 m · 1000 m · 23. 1500 m · 30. GWC                       | —                                             |                                                    |
| 2013/14 | 16. víceboj        | —          | —                |                                | 14. 500 m 7. 1000 m 19. 1500 m 31. GWC 12. stíh. závod          | 10. 500 m 10. 1000 m 13. 1500 m               | —                                                  |
| 2014/15 | —                  | —          | Bronzová medaile | 7. 500 m · 1000 m              | 6. 500 m 4. 1000 m 25. 1500 m 12. GWC                           |                                               | —                                                  |
| 2015/16 | —                  | —          | 7.               | 14. 500 m 13. 1000 m           | 9. 500 m 8. 1000 m 22. GWC                                      | —                                             |                                                    |
| 2016/17 | sprint             | —          | 4.               | 4. 500 m 5. 1000 m             | 5. 500 m 5. 1000 m 11. GWC                                      | —                                             |                                                    |
| 2017/18 | 500 m · WDR 1000 m | —          | —                |                                | 500 m · 7. 1000 m ·                                             | 500 m · 7. 1000 m                             | —                                                  |